# Jamboard

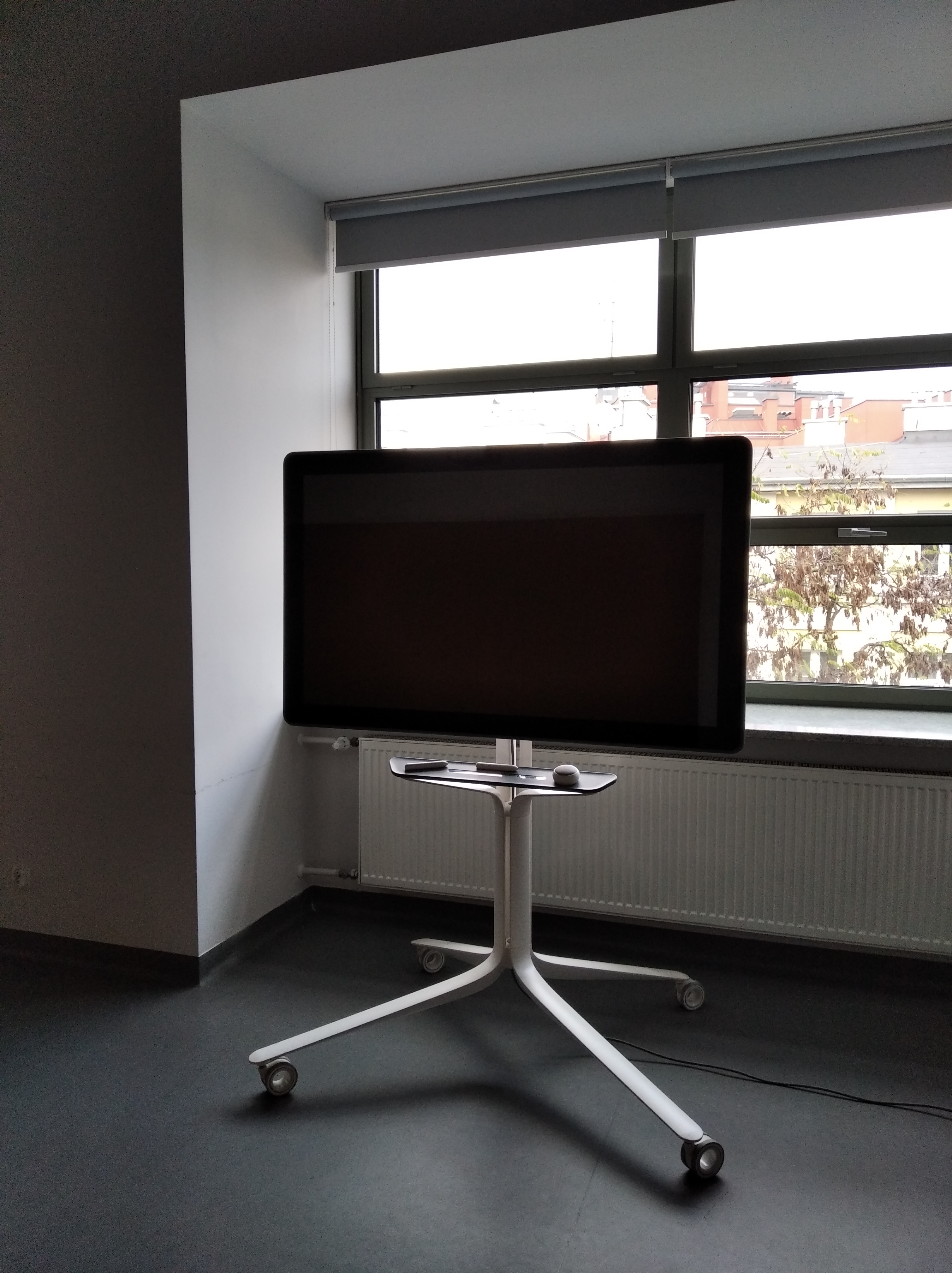

Jamboard是由Google开发的互動電子白板，于2016年10月25日正式對外宣布。它具有55英寸4K触摸屏，触摸屏由专用触控笔控制。Jamboard还包括Wi-Fi连接、高清前置摄像头、麦克风和内置扬声器。该设备可以安装在墙上或者安装在带有轮子的垂直支架上。2023年9月28日，谷歌宣布与Jamboard配套的应用将在2024年10月1日停止使用
，并于同年12月31日之后彻底停止。在此期间，用户可以将Jamboard上的文件转换为PDF，以保存和备份他们的工作。